# توماسو كابوتو
توماسو كابوتو (بالإيطالية: Tommaso Caputo)‏ هو كاهن كاثوليكي ودبلوماسي إيطالي، ولد في 17 أكتوبر 1950 في أفراغولا في إيطاليا.